# Il nostro comune amico
Il nostro comune amico (Our Mutual Friend), pubblicato in italiano anche col titolo L'amico comune, è un romanzo dell'autore inglese Charles Dickens.

## Pubblicazione
Il romanzo fu pubblicato mensilmente su alcuni fascicoli (come avvenne per gran parte delle opere dell'autore) dall'aprile del 1864 al novembre dell'anno seguente. Per rispettare le date di pubblicazione lo scrittore lavorò duramente. Della prima puntata furono edite 40000 copie, un numero altissimo per l'epoca, successivamente ridotto a 35000. Alcune pagine di questo manoscritto vennero perdute da Dickens nel 1865 durante un incidente ferroviario sul treno, partito dal porto di Folkestone, che conduceva l'autore a Londra, deragliando a Staplehurst; diversi fogli furono recuperati dallo scrittore. Dell'incidente si parla nel poscritto del libro.

Il romanzo è diviso in quattro libri: "La coppa e il labbro", "Gente dello stesso stampo", "Un lungo cammino" e "Una svolta".
Di seguito sono riportate le date di pubblicazione dei vari fascicoli.
| Numero | Data           | Capitoli |
| ------ | -------------- | -------- |
| I      | maggio 1864    | (1-4)    |
| II     | giugno 1864    | (5-7)    |
| III    | luglio 1864    | (8-10)   |
| IV     | agosto 1864    | (11-13)  |
| V      | settembre 1864 | (14-17)  |
| VI     | ottobre 1864   | (1-3)    |
| VII    | novembre 1864  | (4-6)    |
| VIII   | dicembre 1864  | (7-10)   |
| IX     | gennaio 1865   | (11-13)  |
| X      | febbraio 1865  | (14-16)  |
| XI     | marzo 1865     | (1-4)    |
| XII    | aprile 1865    | (5-7)    |
| XIII   | maggio 1865    | (8-10)   |
| XIV    | giugno 1865    | (11-14)  |
| XV     | luglio 1865    | (15-17)  |
| XVI    | agosto 1865    | (1-4)    |
| XVII   | settembre 1865 | (5-7)    |
| XVIII  | ottobre 1865   | (8-11)   |
| XIX-XX | novembre 1865  | (12-17)  |

## Trama
Durante un viaggio all'estero, John Harmon scopre di aver ereditato una fortuna in seguito alla morte del padre, un ricco imprenditore, ma con una condizione: se non sposerà Bella Wilfer, una donna che John non conosce, la somma verrà ricevuta dai coniugi Boffin, ex-domestici del padre.
Mentre sta tornando in Inghilterra, durante il viaggio per nave egli confida ad un ufficiale di bordo l'idea di assumere una falsa identità per conoscere Bella prima dell'eventuale matrimonio, ma l'ufficiale cerca di ucciderlo per derubarlo; rimane però ucciso e il suo cadavere scivola nel Tamigi (la lotta è infatti avvenuta nei pressi di questo fiume) e viene scambiato per il corpo di Harmon, il quale è invece vivo e vegeto. Quest'ultimo approfitta dell'accaduto per realizzare la sua idea di cambiare identità e nome: rintracciati i Boffin, i quali hanno intanto ricevuto l'eredità a causa della falsa notizia della morte di John, riesce a farsi assumere come loro segretario con lo pseudonimo di Rokesmith. Quest'ultimo fa conoscenza di Bella, la quale è adottata dai Boffin: è frivola ma in fondo buona e anche affascinante ed egli se ne invaghisce.
I Boffin hanno frattanto capito la vera identità di Rokesmith, ma vogliono segretamente mettere Bella alla prova: fingendo una durezza, un'avarizia e una venalità che non sono mai stati presenti in loro licenziano il loro segretario. Bella supera la prova: comprendendo che le ricchezze possono nuocere se cadono nelle mani di alcune persone, fugge e, avendo capito che il suo spasimante è un uomo pieno di virtù, lo sposa. I Boffin svelano infine il loro piano ai due sposi e si riappacificano con loro.
Inoltre, a questo racconto s'intrecciano le vicende del giovane avvocato Eugene Wrayburn, il quale s'è invaghito di Lizzy Hexam, il cui padre per mestiere ripesca cadaveri dal Tamigi (è quello che, fra l'altro, trova nel primo capitolo del libro il presunto cadavere di Harmon). Eugene è vittima di un tentativo di assassinio da parte del suo rivale in amore, un malvagio insegnante, ma verrà salvato dalla sua innamorata, che lo sposa nonostante le sue disperate condizioni di incertezza tra vita e morte. Dopo qualche tempo egli guarisce e vive felicemente con la dolce Lizzy.

## Personaggi

### Personaggi principali
John Harmon ("Mr. Rokesmith")protagonista del libro cui si riferisce il titolo, durante un viaggio scopre di avere ereditato la ricca eredità di suo padre, ma viene assalito da un ufficiale cui aveva raccontato ciò, che vuole derubarlo; durante la colluttazione l'aggressore scivola nel Tamigi e il suo cadavere una volta trovato viene scambiato per quello di Harmon; così quest'ultimo, in realtà vivo e vegeto, decide di spacciarsi per un altro uomo e assume il falso nome di Rokesmith per presentarsi a Bella Wilfer, al matrimonio con la quale l'aveva destinato suo padre, e per farsi assumere come intendente dai coniugi Boffin, cui è nel frattempo giunta l'eredità di suo padre poiché egli è creduto morto; dopo poco, però, i due capiscono la sua identità e lo licenziano per mettere alla prova Bella, corteggiata da Harmon, la quale fugge e lo sposa. Alla fine le due famiglie si riappacificano.
Bella Wilferdesignata da Harmon senior come futura moglie di suo figlio, ha un carattere frivolo ma buono. Ospitata dai buoni Boffin, che ritengono che anche se John è defunto lei meriti la ricchezza che le sarebbe stata destinata se quest'ultimo l'avesse sposata, e corteggiata da Rokesmith, nonostante inizialmente ne respinga le avances quasi con alterigia, quando i suoi ospiti decidono di metterla alla prova scacciando ingiustamente il segretario, di cui hanno capito la vera identità, fugge con lui e lo sposa. Alla fine si riappacifica con i Boffin.
Nicodemus "Noddy" e Henrietta Boffinanziani coniugi, ex-servitori di Harmon senior, nonostante la ricchezza ereditata dimostrano di non essere affatto avari né venali; ospitano Bella, che mettono alla prova, e accolgono John Harmon come segretario. Adottano un orfano di nome Johnny.
Mr Venusun tassidermista e manipolatore di ossa, innamorato di Pleasant Riderhood, che alla fine sposerà. Incontra Silas Wegg dopo avergli procurato una gamba amputata e finge di unirsi a Silas per ricattare il signor Boffin riguardo al testamento di Harmon, mentre in realtà informa Boffin del piano di Silas. Si dice che Dickens abbia basato il signor Venus su un vero tassidermista di nome J. Willis, anche se l'“ossessione determinante” di Venus lo rende “uno dei personaggi più stravaganti e meno realistici” di Dickens.

### Personaggi secondari
Eugene Wrayburngiovane avvocato innamorato di Lizzy Hexam, viene quasi ucciso dal suo rivale in amore, ma viene salvato dalla sua stessa innamorata, che, trovatone il corpo, lo porta con sé fino ad una locanda e lo sposa anche se pare che debba morire; nonostante ciò, Eugene si riprende e vive felicemente con la moglie.
Bradley Headstonemalvagio maestro innamorato di Lizzy, tenta l'assassinio del rivale, ma fallisce e viene scoperto da Rogue Riderhood per via di alcuni vestiti lasciati presso il Tamigi a delitto compiuto e da lui ricattato.
Lizzy Hexamfiglia di Gaffer, ha un carattere dolce e buono; sposa Eugene, che ha salvato, anche se questi pare in punto di morte e trascorre il resto della sua vita con lui.
Gaffer Hexampadre di Lizzy, come lavoro recupera i cadaveri dal Tamigi, fra i quali quello che si credeva appartenesse a John Harmon. Ha anche un altro figlio, di nome Charlie.
Charlie Hexamfratello di Lizzy.

### Personaggi rappresentanti la borghesia
Coniugi Lammlesposatisi perché ognuno dei due pensava che l'altro fosse ricco, mentre sono entrambi poco abbienti, si odiano ma per salvare le apparenze in società si costringono a vicenda a vivere assieme.
Mr. e Mrs. Veneering
Mr. Podsnap

## Critiche mosse dal libro

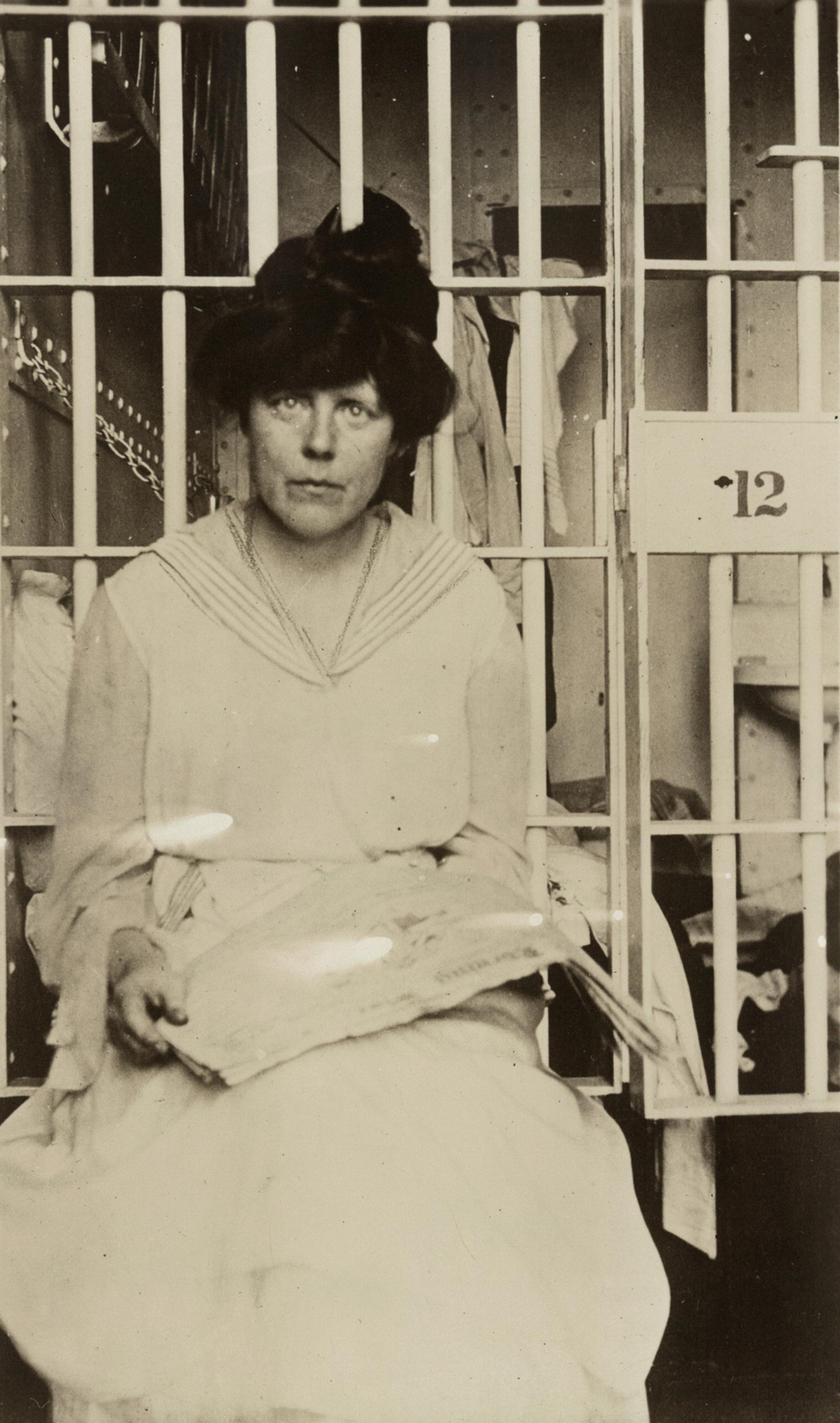
Lucy Burns in una workhouse in una fotografia scattata nel novembre del 1917

Oltre alla critica alla società borghese (vedi sezione sottostante) nel libro non sono presenti critiche particolarmente aspre quali quelle di altri romanzi dell'autore (come quella di Tempi difficili nei confronti della civiltà industriale o quella di Martin Chuzzlewit verso l'America).

### Critica verso lepoorhouse
Tuttavia, sono mosse delle contestazioni nei confronti delle poorhouse o workhouse (letteralmente "casa dei poveri" o "casa di lavoro") strutture che avrebbero dovuto ospitare i meno adatti al lavoro (in particolare gli anziani), riformate nel 1834 dal Parlamento inglese e che erano considerate simili a prigioni dai popolani, contro le quali Dickens si accanì da Oliver Twist a Il mistero di Edwin Drood. Esse vengono menzionate con orrore quando si parla di un orfano che vi ha vissuto (durante la ricerca dell'orfano da ospitare da parte dei Boffin).

### Critica verso le scuole
Inoltre, Dickens critica la pessima organizzazione della scuola inglese, prevalentemente organizzata da società religiose (almeno fino al 1870, proprio l'anno della morte dell'autore, nel quale venne messo in atto il Forster's Education Act, una legge sull'istruzione elementare): così, basta una mordace considerazione di Wrayburn per demistificare i penosi sforzi di Headstone e del suo allievo Hexam.

## Critica letteraria
(Italo Calvino)
Molti critici letterari ritengono Il nostro comune amico il romanzo più complesso e disperato dell'autore inglese, in cui i suoi ultimi "resti" di illusioni sulla funzione progressiva dei borghesi sono ormai scomparsi e anche il proletariato lo emula e cerca di imitarlo. Il romanzo è stato paragonato ad un caleidoscopio, attraverso il quale Dickens analizzò classi sociali e persone.

## Edizioni italiane
- L'amico comune, traduzione di Iginio Ugo Tarchetti, Milano, Sonzogno, 1868.
- Il nostro comune amico, traduzione di Filippo Donini, con un saggio di Edmund Wilson, Collezione di Classici Inglesi, Milano, Garzanti, 1962,  p. 955. - Introduzione di Piergiorgio Bellocchio, Collana I Grandi Libri n.145-146, 2 voll., Garzanti, 1976.
- Il nostro comune amico, traduzione di Anonima, Collana Le querce n.2, Paoline, 1974. [ed. ridotta]
- Il nostro comune amico, traduzione di Luca Lamberti[8], introduzione di Arnold Kettle, Collana Gli struzzi n.273, Torino, Einaudi, 1982.
- Il nostro comune amico, trad. di Luca Lamberti rivista da Carlo Pagetti, Introduzione e note di C. Pagetti, contributi di Ilaria Orsini, Collana ET Classici, Torino, Einaudi, 2002-2016, ISBN 978-88-06-23001-2.